# Kindberg
Kindberg è un comune austriaco di 8 245 abitanti nel distretto di Bruck-Mürzzuschlag, in Stiria. Il 1º gennaio 2015 ha inglobato i precedenti comuni di Allerheiligen im Mürztal e Mürzhofen; ha lo status di città (Stadt). Il simbolo di Kindberg è il Kindberger Zunftbaum, un palo di legno alto circa 30 metri situato nella piazza principale.

## Geografia
Kindberg si trova nella valle del Mürz, a circa 17 km a nord-est di Bruck an der Mur e a circa 20 km a sud-ovest di Mürzzuschlag.

## La storia
Nell'VIII secolo, i primi coloni bavaresi si stabilirono nella Mürztal. Nel XII secolo si verificò un insediamento e un disboscamento più intensivo. L'8 maggio 1267, nei pressi di Kindberg, si verificò uno dei peggiori terremoti della storia dell'Austria.
Tra il 1779 e il 1786 ebbe luogo una delle più terribili serie di omicidi in Austria: Un servo trentenne ("l'Herzlfresser") uccise sei donne e mangiò il cuore di due di loro
Kindberg è nota per le sue decorazioni floreali. Nel concorso europeo "Entente Florale Europe" Kindberg ha ricevuto una medaglia d'oro nel 2003 e una medaglia d'argento nel 1997 nella categoria "città".
Nel 2020, a Kindberg è stato rinvenuto un frammento di meteorite del peso di 233 grammi - la prima scoperta di un meteorite austriaco dopo 44 anni.